# Giannis Tsilis
Giannis Tsilis (griechisch Γιαννης Τσιλης; * 15. Juli 1986 in Ioannina, Griechenland) ist ein griechischer Ruderer.

## Karriere
Tsilis begann im Jahr 2000 mit dem Rudersport und konnte von 2002 bis 2008 achtmal in Nachwuchs-Altersklassen an internationalen Titelwettkämpfen teilnehmen. Im Juniorenbereich gelang ihm dabei der Gewinn einer Silbermedaille 2004 mit Pantazis Tsousis im Zweier ohne Steuermann. Später im U23-Bereich gewann Tsilis drei Medaillen: 2006 erruderte er den zweiten Rang im Vierer ohne Steuermann, danach ging er zwei Jahre im U23-Zweier ohne Steuermann mit Georgios Tziallas an den Start und gewann die U23-Titelkämpfe 2007 und 2008.
Früh wurde Tsilis auch in der offenen Altersklasse eingesetzt. Bei seiner ersten Teilnahme am Weltcup in der Saison 2006 im Vierer-ohne schaffte er lediglich die Qualifikation für das D-Finale um Platz 19 bis 24. 2007 und 2008 ruderte er in wechselnden Besatzungen unter anderem mit seinem U23-Zweierpartner Tziallas im Vierer-ohne bei Welt- und Europameisterschaften der offenen Altersklasse. Während bei Ersteren keine Erfolge zustande kamen, gewann Tsilis EM-Bronze 2007 sowie den EM-Titel 2008.
Nach einer Saison ohne internationalen Einsatz kehrte Tsilis 2010 in den griechischen Vierer-ohne zurück. Mit Stergios Papachristos und den Zwillingen Nikolaos und Apostolos Gountoulas gewann er Silbermedaillen bei Europa- und Weltmeisterschaften. Im Folgejahr wechselten die Gountoulas-Zwillinge in den Zweier-ohne, dafür rückten Georgios Tziallas und Ioannis Christou aus dem Zweier in den Vierer zu Papachristos und Tsilis auf. In dieser Besetzung wurde Tsilis mit dem griechischen Vierer erneut Europameister 2011 in Bulgarien und er gewann außerdem eine weitere WM-Silbermedaille bei den Welttitelkämpfen der vorolympischen Saison 2011 in Bled. Bei den Olympischen Sommerspielen 2012 in London belegte der griechische Vierer-ohne mit Papachristos, Tsilis, Tziallas und Christou Platz 4 mit einem Abstand von rund 4 Sekunden auf den Bronzerang.
Im neuen Olympiazyklus legte die gesamte griechische Mannschaft im schweren Riemenbereich eine Pause ein. 2014 wurde der Vierer-ohne neu formiert, ging nun mit Giannis Tsilis, Dionysios Angelopoulos, Georgios Tziallas und Ioannis Christou ins Rennen. Bei den Europameisterschaften 2014 und 2015 gewann das Quartett jeweils die Silbermedaille hinter der britischen Auswahl. Bei den Weltmeisterschaften gelangen Platz 6 im Jahr 2014 und Platz 9 mit Qualifikation für die Olympischen Sommerspiele von Rio de Janeiro im Jahr 2015. Bei den Olympischen Spielen 2016 belegte der griechische Vierer den achten Platz.
Tsilis startet für den Verein Ioannina NO in seiner Heimatstadt. Bei einer Körperhöhe von 1,84 m beträgt sein Wettkampfgewicht rund 87 kg.